# Сурат-шабд-йога
Сурат-шабд-йога (англ. Surat Shabd Yoga) — одна из разновидностей йоги. В переводе её название означает «йога света и звука». Второе название, применяемое внутри течения и на международном уровне, — Сант Мат (Путь мастеров). Сурат-шабд-йога — это особая психофизическая техника, избавляющая, по представлениям адептов, от круга перерождений (сансары) и ослабляющая закон кармы. Адепты верят в то, что этим видом практики пользовался ещё Сант Кабир Сахиб.
Сикхизм является основанием Сурат-шабд-йоги (например, линия преемственности - это список гуру сикхизма: Сант Кабир Сахиб, Гуру Нанак и др.), однако она не находиться в противоречии с другими видами йоги или вероучениями, последователи подчёркивают её принципиально над-сектантский и вне-сектантский характер. Чтобы практиковать, не требуется находится внутри какой-либо сампрадайи (течения индуизма) либо иного религиозного течения.
Характерной особенностью сурат-шабд-йоги является обязательное наличие живущего гуру — Мастера. Компетентный Мастер в момент посвящения, вместе с передачей посвящаемому особой мантры, состоящей из пяти слов (Симран), пробуждает душу, навечно устанавливает её связь с Богом и ведёт её дальше до тех пор, пока она не достигнет своей цели — единения с Ним.
Занятия йогой проводятся в группах сатсанга. Их работа делится на лекционно-теоретическую (беседы, лекции, семинары, просмотр выступлений Мастеров и т. д.) и практическую (выполнение севы, медитация в светозвуковом потоке и т. д.).
Для ускорения прогресса на духовном пути в Сант Мате есть два вспомогательных фактора: нравственный образ жизни и бескорыстное служение (сева). Первое включает вегетарианское питание, неупотребление опьяняющих напитков и наркотиков,
следование принципам чистоты, искренности и универсальной любви в мыслях, словах и поступках.
Одним из основных видов практики является медитация на внутренний свет и звук.
Мастер Сант Кирпал Сингх в книге «Венец жизни» пишет:

«Когда речь идёт о внутреннем Свете и Звуке, это надо понимать не образно, а буквально. Имеется в виду не внешнее освещение или какие-либо звуки этого мира, а внутренние, трансцендентные Свет и Звук. Эти — трансцендентные Свет и Звук есть первые откровения Бога, через которые Он проецирует Себя в Своё Творение. В Своём безымянном состоянии Он — ни свет ни тьма, ни звук ни тишина. Но когда Он принимает форму и образ, из Него выходят Свет и Звук как Его изначальные атрибуты».

## Линия преемственности Сурат-шабд-йоги
Линия преемственности Сурат-шабд-йоги согласно списку, составленному Сант Кирпал Сингхом.
- Сант Кабир Сахиб
- Гуру Нанак
- Гуру Ангад
- Гуру Амар Дас
- Гуру Рам Дас
- Гуру Арджан Дев
- Гуру Хар Гобинд
- Гуру Хар Рай
- Гуру Хар Кришан
- Гуру Тегх Бахадур
- Гуру Гобинд Сингх
- Ратнагар Рао Джи
- Сант Тулси Сахиб
- Свами Джи Махараджи
- Джаймал Сингх
- Хазур Баба Саван Сингх
- Сант Кирпал Сингх

Сант Кирпал Сингх не оставил после себя официального преемника.
Заявление Сант Кирпал Сингха в 1963 году в США:  «КТО БЫ НИ ПОЯВИЛСЯ В БУДУЩЕМ, Я ГОВОРЮ ВАМ СОВЕРШЕННО ОКОНЧАТЕЛЬНО, ЧТО ОН НЕ БУДЕТ ИЗ ЧЛЕНОВ МОЕЙ СЕМЬИ.»  Оригинал документа - Сат Сандеш (Sat Sandesh) Официальный журнал Мастера
1. ↑  Сант Кирпал Сингх - Рухани Сатсанг США. Ночь — это джунгли - The Night is a Jungle стр. 362-366 (1975). Дата обращения: 4 мая 2015. Архивировано 24 сентября 2015 года.
2. ↑  Сат Сандеш США. в Сат Сандеш (Sat Sandesh) Официальный журнал Мастера Сант Кирпал Сингха, стр. 26 - правый столюец (1974). Дата обращения: 18 декабря 2019. Архивировано 24 сентября 2015 года.